# Ganoderma lobatum
Ganoderma lobatum är en svampart som först beskrevs av Ludwig David von Schweinitz, och fick sitt nu gällande namn av George Francis Atkinson 1908. Ganoderma lobatum ingår i släktet Ganoderma och familjen Ganodermataceae.   Inga underarter finns listade i Catalogue of Life.